# بخش کوهستان
بخش کوهستان جنوبی‌ترین بخش از شهرستان تنکابن واقع در استان مازندران کشور ایران است. تشکیل بخش کوهستان در یازده آبان ۱۳۹۹ در جلسه هیئت وزیران ایران به تصویب رسید. این بخش شامل دهستان‌های سه‌هزار، دوهزار و میاندامان است. مرکز بخش کوهستان روستای گلعلی‌آباد میباشد.

## تقسیمات کشوری
بخش کوهستان از سه دهستان تشکیل شده‌است:
- دهستان میاندامان
- دهستان دوهزار
- دهستان سه‌هزار